# مباي دياني
مباي دياني (من مواليد 28 أكتوبر 1991) هو لاعب كرة قدم سنغالي يلعب في مركز الهجوم في نادي نيوم السعودي، والمنتخب السنغالي.

## روابط خارجية
مباي دياني على موقع IMDb (الإنجليزية)